# Tuatha de Danann
Tuatha de Danann brazil Celtic metal zenekar. Varginha településről származnak. 

## Története
Első demójukon még doom metalt játszottak, utána áttértek a celtic metal műfajára. Első nagylemezük 2001-ben jelent meg. Nevüket az ír mitológiában szereplő ugyanilyen nevű természetfeletti népről kapták. Korábban "Pendragon" néven működtek. Mivel a zenekar a "Tuatha de Danann" néven 1995 óta működik, így ettől az évtől kezdve számítják az együttes igazi tevékenységét.

## Tagok
- Bruno Maia – gitár, furulya, síp, mandolin, bodhrán (1995–2010, 2013–)
- Giovani Gomes – basszusgitár, "kemény" ének (1999–2012, 2013–)

## Korábbi tagok
- Rogério Vilela – basszusgitár (1995–1999)
- Wilson Melkor – dob (1995–2000)
- Felipe Bataston – billentyűk (1995–2000)
- Marcos Ulisses – ének (1998–1999)
- Leonardo Godtfriedt – billentyűk, hegedű (2000–2002)
- Rafael Castro – billentyűk, zongora (2002–2003)
- Rodrigo Berne – gitár (1995–2010, 2013–2017)
- Alex Navar – uilleann (2013–2018)
- Rodrigo Abreu – dob, ütőhangszerek (2000–2012, 2013–2018)
- Edgard Brito – billentyűk (2003–2004, 2013-2024, a haláláig)[1]

## Diszkográfia
- The Last Pendragon (demó, 1996)
- Faeryage (demó, 1998)
- Tuatha de Danann (EP, 1999)
- Tingaralatingadun (album, 2001)
- The Delirium Has Just Began... (album, 2002)
- Trova di Danú (album, 2004)
- Acoustic Live (2009)
- Dawn of a New Sun (kislemez, 2014)
- Dawn of a New Sun (album, 2015)
- The Tribes of Witching Souls (EP, 2019)